# 花びら (メガマソの曲)
『花びら』は、日本のヴィジュアル系ロックバンドであるメガマソが2010年8月25日にリリースしたメジャー4枚目、通算9枚目のシングルである。本作ではプロデューサーとしてシライシ紗トリが参加している。

## 販売形態
- 花びら 初回盤A （CD+DVD）
- 花びら 初回盤B （CD）
- 花びら 通常盤 （CD）

初回封入特典として、
1. トレカコレクション スペシャルトレカ（全4種類のうち1種封入）
2. 豪華特典応募用紙

が封入されている。

## 収録曲

### 初回盤A
1. 花びら
  - 作詞・作曲：涼平
  - TBS系テレビ「ランク王国」8 - 9月度オープニングテーマ。
2. MOON
  - 作詞・作曲：インザーギ
3. 花びら（Instrumental）

- DVD
  - 「花びら」 (VideoClip + Making)

### 初回盤B
1. 花びら
2. 朧月 (Unplugged)
  - 作詞・作曲：インザーギ
  - 2008年に発売されたベストアルバム「mega-star's prayer presents『メガマソ人気音源集』」に収録された同名曲をアレンジしたもの。
3. 花びら（Instrumental）

### 通常盤
1. 花びら
2. MOON
3. Amber Flight
  - 作詞・作曲：涼平
4. 花びら（Instrumental）